# Rupicapra
Rupicapra là một chi động vật có vú trong họ Bovidae, bộ Artiodactyla. Chi này được de Blainville miêu tả năm 1816. Loài điển hình của chi này là Capra rupicapra Linnaeus, 1768.

## Các loài
Chi này gồm các loài:
- Rupicapra rupicapra, Linnaeus, 1768.
- Rupicapra pyrenaica, Bonaparte, 1845.

## Hình ảnh

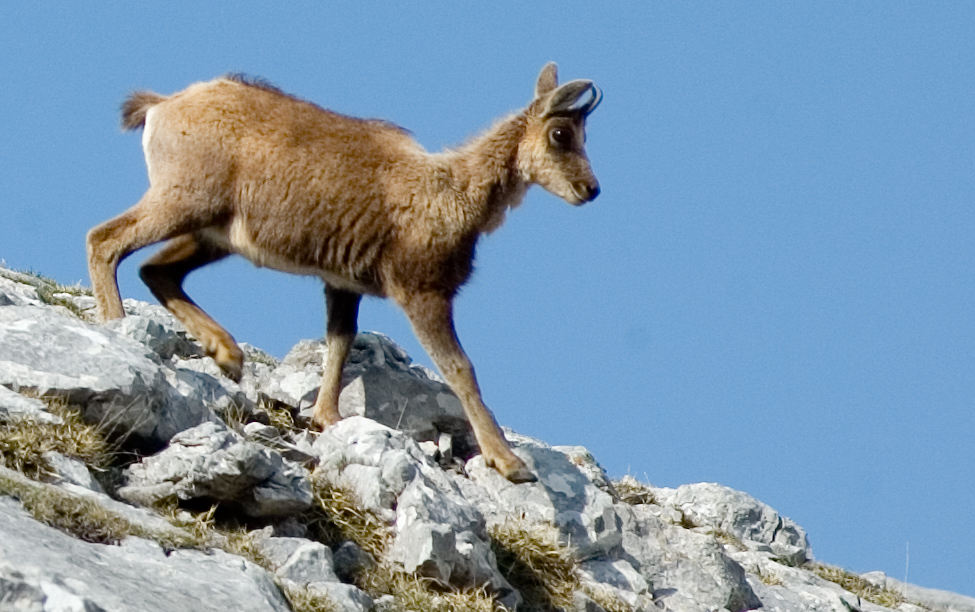
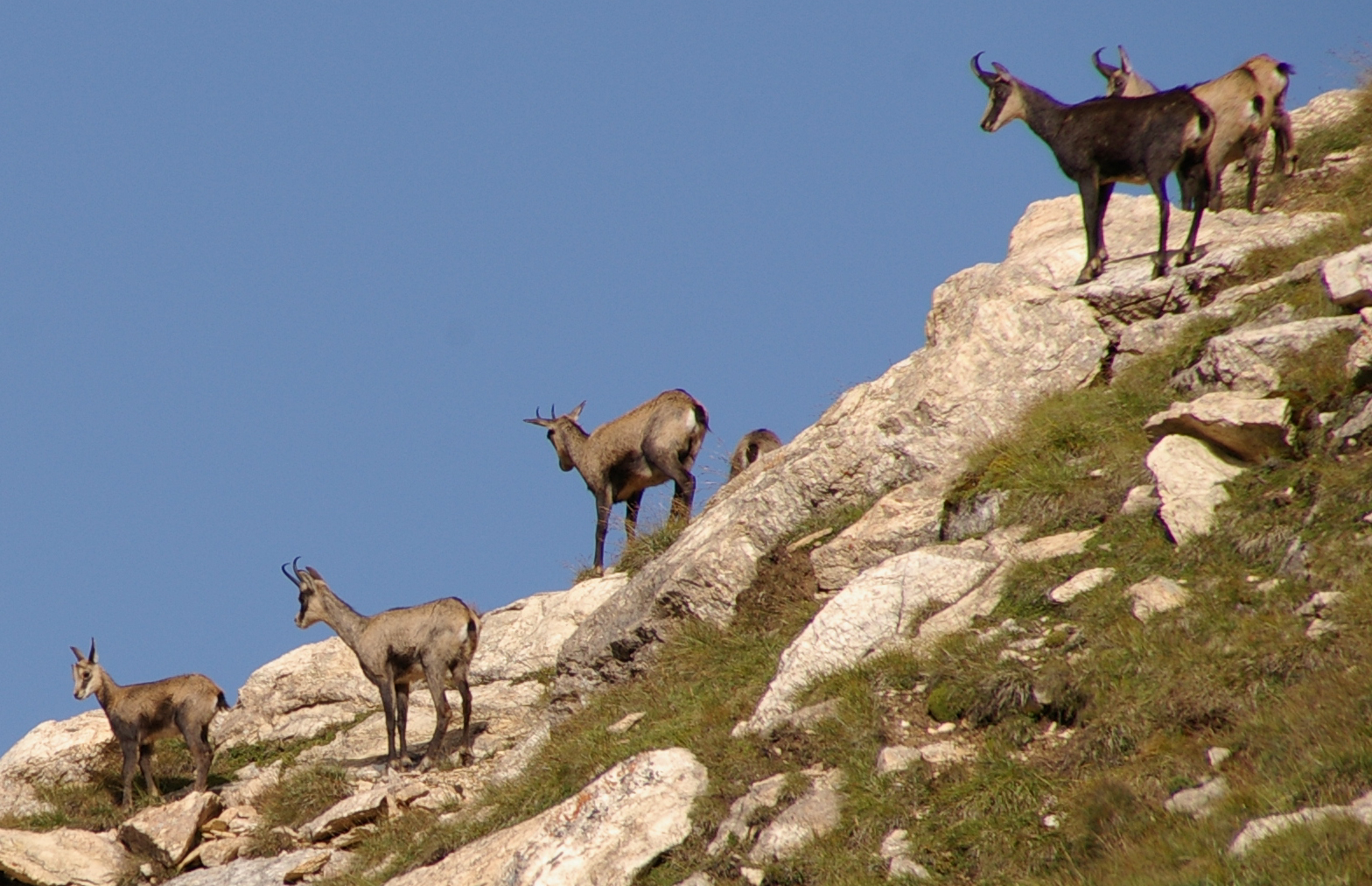
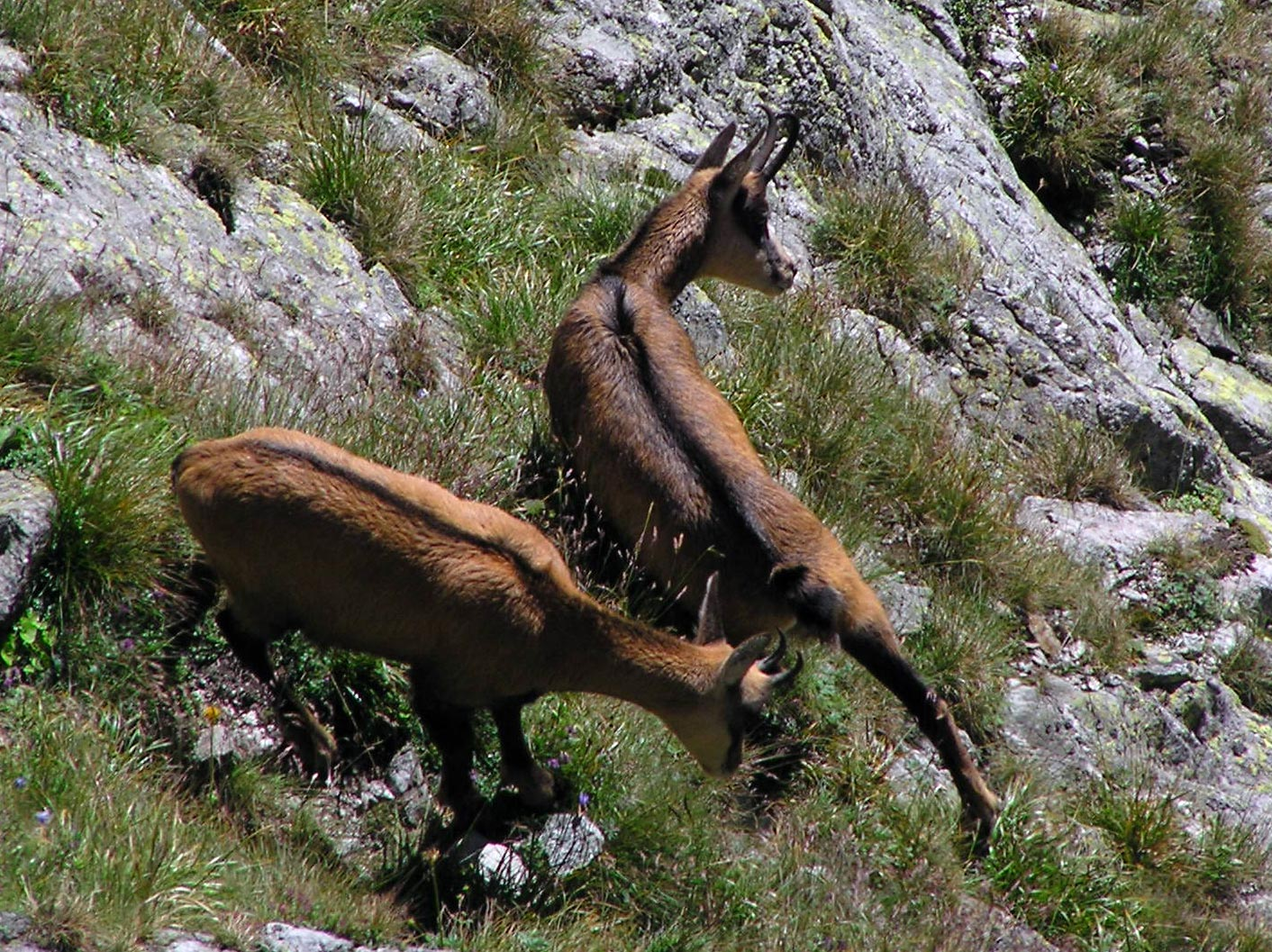
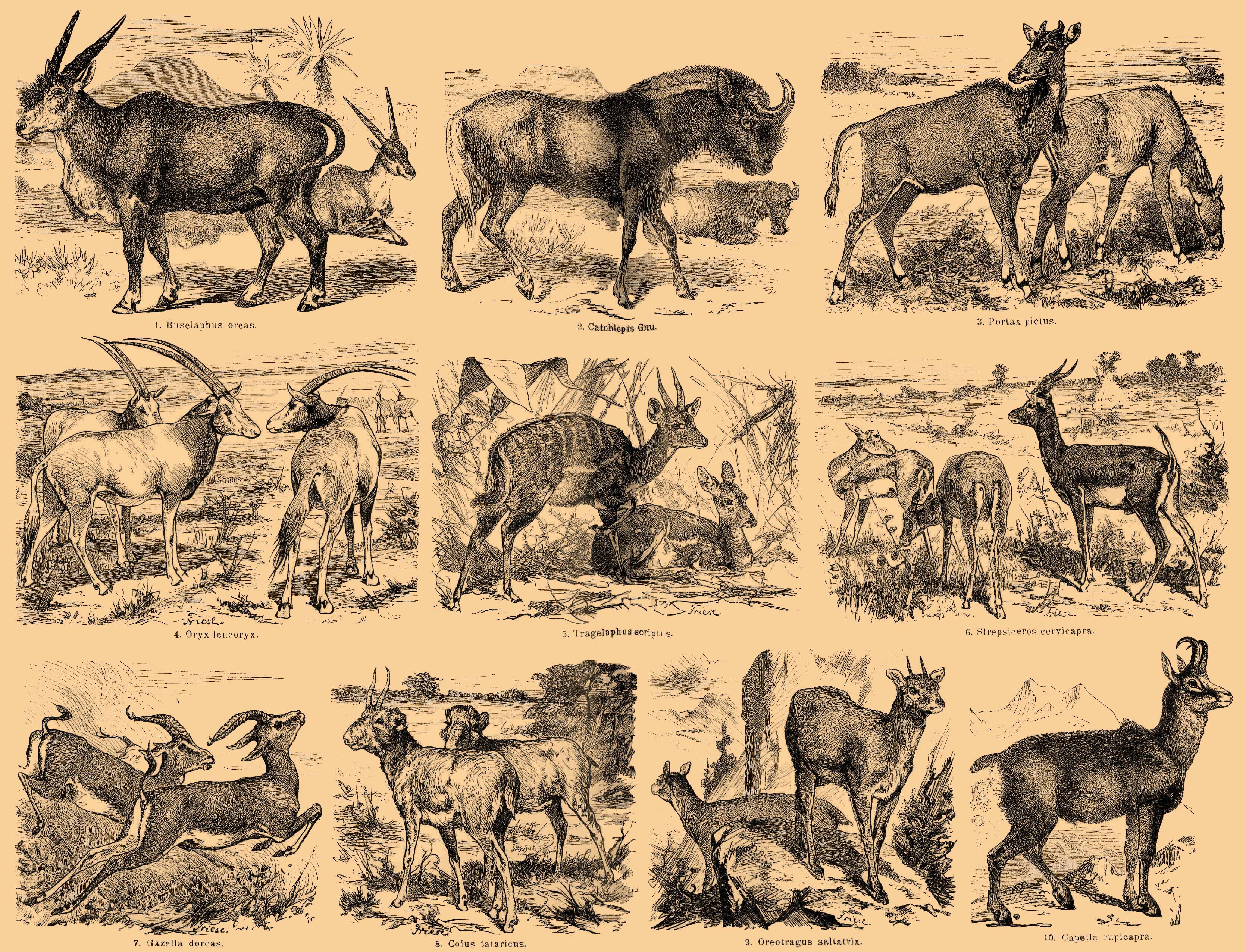